# Luis Franco Cascón
Luis Franco Cascón (Mansilla del Páramo, León, 1903 - San Cristóbal de La Laguna, Tenerife, 17 d'agost de 1984) va ser un clergue espanyol, bisbe de la diòcesi de San Cristóbal de La Laguna.
Va ser ordenat sacerdot el 1933. Va ser ordenat bisbe de Tenerife el 22 de febrer de 1962 pel papa Joan XXIII i fou consagrat el 29 d'abril. El 21 de maig de 1962 ingressà a la diòcesi de Tenerife i, l'11 d'octubre d'aquell any, assistí a la inauguració del Concili Vaticà II. La beatificació dels futurs sants canaris Pedro Betancur i José de Anchieta va tenir lloc durant el seu bisbat el 1980. Va dimitir del seu bisbat el 18 d'octubre de 1983 a l'edat de 75 anys i va ser nomenat administrador apostòlic. Va morir a San Cristóbal de La Laguna el 17 d'agost de 1984. Va ser enterrat a la Capella de Crist a la columna de la catedral de La Laguna.